# Takashi Tezuka
Takashi Tezuka (手塚 卓志 Tezuka Takashi?) (Osaka, 17 de noviembre de 1960) es un diseñador y director de videojuegos de Nintendo.

## Carrera
Sus trabajos se remontan hasta el videojuego Super Mario Bros original donde tomó el rol de asistente de dirección del proyecto. Tras ello trabajó en Super Mario Bros.: The Lost Levels (asistente de dirección), The Legend of Zelda (diseñador gráfico) y Zelda II: The Adventure of Link (supervisor). 
El debut de Tezuka en la dirección se produjo con Devil World, que fue supervisado por Shigeru Miyamoto. Este fue el inicio de una larga carrera en la dirección con títulos como Super Mario World, The Legend of Zelda: A Link to the Past, The Legend of Zelda: Link's Awakening, Super Mario World 2: Yoshi's Island. Además de Super Mario 64, de nuevo como asistente de dirección, y The Legend of Zelda: Ocarina of Time, como supervisor.
Tezuka se convirtió en responsable del departamento Nintendo Entertainment Analysis and Development junto a Shigeru Miyamoto, responsable de las sagas de Mario y The Legend of Zelda, entre otras. En 2005 ascendió a Productor general del departamento, gracias a la reestructuración interna de Nintendo, supervisando la mayoría de títulos creados dentro de la compañía. A pesar de su cargo, aún se ocupa de algunos diseños, como los realizados para New Super Mario Bros..
Tras la reestructuración de Nintendo en 2015, Takashi Tezuka pasó a ser directivo y productor de Nintendo EPD.

## Curiosidades
Su mujer le sirvió de inspiración para el fantasma Boo de los videojuegos de la saga de Mario. Esto se debió a que un día su mujer, generalmente una persona tranquila y reservada, se enfadó de tal manera porque su marido trabajaba demasiado, cosa que sorprendió al propio Tezuka.  .

## Videojuegos
| Año  | Videojuego                                                  | Cargo                         |
| ---- | ----------------------------------------------------------- | ----------------------------- |
| 1984 | Devil World                                                 | Diseñador                     |
| 1985 | Super Mario Bros.                                           | Director asistente, diseñador |
| 1986 | Super Mario Bros.: The Lost Levels                          | Director, diseñador           |
| 1986 | The Legend of Zelda                                         | Director, diseñador, escritor |
| 1988 | Super Mario Bros. 3                                         | Director, diseñador           |
| 1990 | Super Mario World                                           | Director                      |
| 1991 | The Legend of Zelda: A Link to the Past                     | Director                      |
| 1993 | The Legend of Zelda: Link's Awakening                       | Director                      |
| 1995 | Super Mario World 2: Yoshi's Island                         | Director                      |
| 1995 | BS The Legend of Zelda                                      | Diseñador                     |
| 1996 | Super Mario 64                                              | Director asistente            |
| 1997 | BS The Legend of Zelda: Inishie no Sekiban                  | Supervisor                    |
| 1997 | Star Fox 64                                                 | Supervisor                    |
| 1997 | Yoshi's Story                                               | Productor                     |
| 1998 | The Legend of Zelda: Ocarina of Time                        | Supervisor                    |
| 1999 | Mario Golf                                                  | Supervisor                    |
| 2000 | The Legend of Zelda: Majora's Mask                          | Supervisor                    |
| 2001 | The Legend of Zelda: Oracle of Seasons and Oracle of Ages   | Supervisor                    |
| 2001 | Luigi's Mansion                                             | Productor                     |
| 2001 | Pikmin                                                      | Coordinador                   |
| 2001 | Animal Crossing                                             | Productor                     |
| 2002 | Super Mario Sunshine                                        | Productor                     |
| 2002 | The Legend of Zelda: The Wind Waker                         | Productor                     |
| 2003 | Mario Kart: Double Dash                                     | Productor                     |
| 2004 | The Legend of Zelda: The Minish Cap                         | Supervisor                    |
| 2004 | The Legend of Zelda: Four Swords Adventures                 | Supervisor                    |
| 2004 | Pikmin 2                                                    | Productor                     |
| 2004 | Paper Mario: The Thousand-Year Door                         | Supervisor                    |
| 2005 | Yoshi Touch & Go                                            | Productor                     |
| 2005 | Animal Crossing: Wild World                                 | Productor                     |
| 2006 | New Super Mario Bros.                                       | Productor general             |
| 2006 | Yoshi's Island DS                                           | Productor sénior              |
| 2008 | Wii Music                                                   | Productor                     |
| 2009 | New Super Mario Bros. Wii                                   | Productor                     |
| 2010 | Super Mario Galaxy 2                                        | Productor                     |
| 2011 | Super Mario 3D Land                                         | Productor general             |
| 2012 | New Super Mario Bros. 2                                     | Productor                     |
| 2012 | New Super Mario Bros. U                                     | Productor                     |
| 2012 | Animal Crossing: New Leaf                                   | Productor general             |
| 2013 | Flipnote Studio 3D                                          | Productor                     |
| 2014 | Yoshi's New Island                                          | Productor                     |
| 2015 | Yoshi's Woolly World                                        | Productor                     |
| 2015 | Super Mario Maker                                           | Productor                     |
| 2015 | The Legend of Zelda: Tri Force Heroes                       | Supervisor                    |
| 2015 | Mario & Luigi: Paper Jam Bros                               | Supervisor                    |
| 2016 | Paper Mario: Color Splash                                   | Supervisor                    |
| 2016 | Super Mario Maker for Nintendo 3DS                          | Productor                     |
| 2016 | Super Mario Run                                             | Director                      |
| 2017 | The Legend of Zelda: Breath of the Wild                     | Supervisor                    |
| 2017 | Arms                                                        | Jefe de producción            |
| 2017 | Hey! Pikmin                                                 | Productor                     |
| 2017 | Mario & Luigi: Superstar Saga + Bowser's Minions            | Supervisor                    |
| 2018 | Mario & Luigi: Bowser's Inside Story + Bowser Jr.'s Journey | Supervisor                    |
| 2019 | New Super Mario Bros. U Deluxe                              | Productor                     |
| 2019 | Yoshi's Crafted World                                       | Productor                     |
| 2019 | Super Mario Maker 2                                         | Productor                     |